# Alex Matthews
Alexandra Matthews, detta Alex (Camberley, 3 agosto 1993), è una rugbista internazionale per l'Inghilterra e per la Gran Bretagna; in rappresentanza della prima ha vinto la Coppa del Mondo 2014 di rugby a 15, mentre per la seconda ha partecipato al torneo olimpico di rugby a 7 del 2021 a Tokyo; dal 2022 milita nel Gloucester-Hartpury.

## Biografia
Cresciuta nel rugby fin dall'infanzia insieme a sua sorella Fran, entrò nella squadra giovanile dell'Hartpury College a 16 anni e successivamente fu a Londra al Richmond.
Già sotto osservazione fin dall'età di 13 anni, rappresentò l'Inghilterra a livello scolastico, Under-18 e Under-20, ed esordì in nazionale maggiore a 18 anni nel corso del Sei Nazioni 2011.
Fu tra le più giovani giocatrici alla Coppa del Mondo 2014 in Francia, entrò in campo negli ultimi 15 minuti della vittoriosa finale di Parigi contro il Canada, laureandosi campionessa del mondo.
Successivamente passò al programma olimpico inglese di rugby a 7 guadagnando la qualificazione al torneo di Rio de Janeiro, al cui torno non poté tuttavia prendere parte causa infortunio; tornata al rugby a XV, disputò tutti gli incontri della Coppa del Mondo 2017 in Irlanda, in cui la squadra inglese arrivò alla finale ma fu sconfitta dalla Nuova Zelanda.
Fino al 2020, la finale mondiale fu l'ultima partita di rugby a 15 di Alex Matthews, che tornò a giocare per l'Inghilterra Seven, in corsa per assicurare alla Gran Bretagna un posto al torneo olimpico femminile di rugby a 7 a Tokyo; tuttavia il taglio di budget alla nazionale per via del rinvio dei Giochi 2020 a causa della pandemia di COVID-19 convinse Matthews a tornare al rugby a 15; dopo la firma con il Worcester tornò in nazionale per i recuperi del Sei Nazioni in programma a ottobre 2020 chiusosi con lo Slam inglese; l'anno seguente vinse anche il Sei Nazioni 2011 e fu selezionata per la squadra britannica che prese parte ai giochi olimpici di Tokyo, giungendovi quarta.
Dal 2022 è una giocatrice del Gloucester-Hartpury, sezione femminile del Gloucester; è stata anche selezionata per la sua terza coppa del mondo consecutiva, in Nuova Zelanda, nel corso della quale ha messo a segno una meta nei quarti di finale contro l'Australia.

## Palmarès
- Coppe del mondo: 1
Inghilterra: 2014